# 1010 Marlene
1010 Marlene este un asteroid din centura principală, descoperit pe 12 noiembrie 1923, de Karl Reinmuth.